# 王剛 (サッカー選手)
王 剛（おう ごう、1989年2月17日 - ）は、中華人民共和国天津市出身のサッカー選手。ポジションはディフェンダー。

## 経歴
王剛は身体能力が高く、身長の高さと速さが注目され、早いうちからユース代表に選ばれ、各年代のユース代表に選出されている。1999年に天津火車頭（天津ロコモティブ）に入団、2004年にAFC U-17選手権に参加し優勝、2005年にペルーで開催されたU-17世界選手権にも参加している。2006年に天津火車頭のトップチームに昇格、中国サッカー・乙級リーグに参加した。2007年夏にポルトガルのベンフィカに移籍するも、1シーズン通してサテライトチームで過ごした後、ポルトガル1部の他のチームへ移籍した。
2010年にポルトガルで行なわれたポルトガル代表との試合でポルトガル国内でプレーする張呈棟と共に中国代表に選ばれている。